# Уч-Курган
Уч-Курган або Учкурган (узб. Uchqo'rgʻon - три фортеці) - місто обласного підпорядкування, центр Учкурганського району Наманганської області Узбекистану. Друге місто в галузі промисловості.

## Історія
Топонім «Уч-Курган» перекладається з узбецької як «3 фортеці» або «3 укріплення». Уч-Курган, Учкурган – місто обласного підпорядкування, центр Учкурганського району Наманганської області Узбекистану. Уч-Курган  отримав статус містау 1969 році.

## Географія
Розташований на річці Нарин (басейн річки Сир-Дар'я).
Є залізнична станція лінії Коканд — Наманган — Андижан; від Учкурган - гілка (33 км) на Таш-Кумир.

## Економіка
У Уч-Курганi знаходиться  олійноекстракційний завод (працює з 1953 року, обладнання привезене з Німеччини.),  бавовочисний завод, який  працює з 1937-го та при відкритті брав участь М. І. Калінін, борошномельний комбінат, який  працює з 80-х років, цегляні фабрики, трикотажні заводи.
Навчальні заклади: Планово-економічний коледж; Педагогічний коледж; Янгієрський сільсько-господарський коледж та 43 середні школи. У 12 кілометрах від міста на річці Нарин зведена Уч-Курганська ГЕС , перший агрегат якої дав струм у 1961 році. Місце для будівництва ГЕС було обрано інженером Кузнєцовим у 1913 році. Зараз будується Чарвадарська ГЕС, яка забезпечуватиме електроенергією, поряд з Нарин-ГЕС, всю Ферганську долину.